# Tanarthrus coruscus
Tanarthrus coruscus är en skalbaggsart som beskrevs av Chandler 1975. Tanarthrus coruscus ingår i släktet Tanarthrus och familjen kvickbaggar. Inga underarter finns listade i Catalogue of Life.